# All-NBA Team
All-NBA Team – umowna drużyna wybierana corocznie (od sezonu 1946-1947) spośród najlepszych graczy ligi NBA przez zajmujących się nią dziennikarzy i sprawozdawców (obecnie 120 osób). Od sezonu 1988-89 ogłaszane są trzy piątki (wcześniej dwie): pierwsza (najsilniejsza, First Team), druga (Second Team) i trzecia (Third Team).

## Zasady głosowania
Każdy z biorących udział w głosowaniu prezentuje swoje trzy zespoły (15 nazwisk). Każdy zespół składać się powinien z jednego centra, dwóch skrzydłowych oraz dwóch obrońców, przy czym nie musi być zachowany podział na silnych i niskich skrzydłowych czy rozgrywających i rzucających obrońców. Zawodnik wybrany do pierwszego składu otrzymuje 5 punktów, drugiego - 3, a trzeciego - 1. Ci z największą liczbą punktów na swoich pozycjach wchodzą do kolejnych piątek.
Zdarza się, że podczas głosowania dziennikarze umieszczają zawodnika na pozycji, na której występuje rzadko lub wcale, by znaleźć miejsce w piątce np. dla trzeciego skrzydłowego. Głos taki jest brany pod uwagę, ale ostatecznie o miejsce w którejś z drużyn będzie rywalizował z graczami ze swojej regularnej pozycji.
Od sezonu 2023/2024 zawodnicy są wybierani bez podziału na pozycje boiskowe.

## Historia
Do sezonu 1954-1955 gracze byli typowani bez rozróżniania pozycji. 
Do sezonu 1987-1988 były wybierane dwie piątki. 

## Liderzy wszech czasów
Stan na zakończenie sezonu 2023/2024.

### Wszystkie piątki
- LeBron James – 20

- Kareem Abdul-Jabbar, Kobe Bryant, Tim Duncan – 15
- Karl Malone, Shaquille O’Neal – 14

### Pierwsza piątka
- LeBron James – 13
- Karl Malone, Kobe Bryant – 11
- Bob Cousy, Bob Pettit, Elgin Baylor, Jerry West, Kareem Abdul-Jabbar, Michael Jordan, Tim Duncan – 10

### Druga piątka
- Bill Russell – 8
- John Havlicek – 7
- Dolph Schayes, Patrick Ewing, John Stockton – 6

### Trzecia piątka
- Paul George – 5
- Shaquille O’Neal, David Robinson, Carmelo Anthony, Jimmy Butler, LeBron James – 4
- John Stockton, Dirk Nowitzki, Hakeem Olajuwon, Dwyane Wade, Rudy Gobert, LaMarcus Aldridge,  Mark Price, Paul Pierce, Reggie Miller, Yao Ming – 3

## Wyróżnienia sezon po sezonie
| ^           | Zawodnicy aktywni                                    |
| *           | Zawodnicy wybrani do Koszkarskiej Galerii Sław       |
| (X)         | Oznacza, który raz zawodnik został wybrany           |
| Pogrubienie | Oznacza zawodnika, który otrzymał nagrodę MVP sezonu |
| (tie)       | oznacza wynik ex-aequo w głosowaniu                  |

| Sezon                             | Pierwsza drużyna          | Pierwsza drużyna        | Druga Drużyna             | Druga Drużyna           |
| Sezon                             | Zawodnik                  | Zespół                  | Zawodnik                  | Zespół                  |
| --------------------------------- | ------------------------- | ----------------------- | ------------------------- | ----------------------- |
| Basketball Association Of America |                           |                         |                           |                         |
| 1946–47                           | Joe Fulks*                | Philadelphia Warriors   | Ernie Calverley           | Providence Steamrollers |
| 1946–47                           | Bob Feerick               | Washington Capitols     | Frank Baumholtz           | Cleveland Rebels        |
| 1946–47                           | Stan Miasek               | Detroit Falcons         | Johnny Logan              | St. Louis Bombers       |
| 1946–47                           | Bones McKinney            | Washington Capitols     | Chick Halbert             | Chicago Stags           |
| 1946–47                           | Max Zaslofsky             | Chicago Stags           | Fred Scolari              | Washington Capitols     |
| 1947-48                           | Joe Fulks* (2)            | Philadelphia Warriors   | Johnny Logan (2)          | St. Louis Bombers       |
| 1947-48                           | Max Zaslofsky (2)         | Chicago Stags           | Carl Braun                | New York Knicks         |
| 1947-48                           | Ed Sadowski               | Boston Celtics          | Stan Miasek (2)           | Chicago Stags           |
| 1947-48                           | Howie Dallmar             | Philadelphia Warriors   | Fred Scolari (2)          | Washington Capitols     |
| 1947-48                           | Bob Feerick (2)           | Washington Capitols     | Buddy Jeannette*          | Baltimore Bullets       |
| 1948-49                           | George Mikan*             | Minneapolis Lakers      | Arnie Risen*              | Rochester Royals        |
| 1948-49                           | Joe Fulks* (3)            | Philadelphia Warriors   | Bob Feerick (3)           | Washington Capitols     |
| 1948-49                           | Bob Davies*               | Rochester Royals        | Bones McKinney (2)        | Washington Capitols     |
| 1948-49                           | Max Zaslofsky (3)         | Chicago Stags           | Ken Sailors               | Providence Steamrollers |
| 1948-49                           | Jim Pollard*              | Minneapolis Lakers      | Johnny Logan (3)          | St. Louis Bombers       |
| National Basketball Association   |                           |                         |                           |                         |
| 1949-50                           | George Mikan* (2)         | Minneapolis Lakers      | Frank Brian               | Anderson Packers        |
| 1949-50                           | Jim Pollard* (2)          | Minneapolis Lakers      | Fred Schaus               | Fort Wayne Pistons      |
| 1949-50                           | Alex Groza                | Indianapolis Olympians  | Dolph Schayes*            | Syracuse Nationals      |
| 1949-50                           | Bob Davies* (2)           | Rochester Royals        | Al Cervi*                 | Syracuse Nationals      |
| 1949-50                           | Max Zaslofsky (4)         | Chicago Stags           | Ralph Beard               | Indianapolis Olympians  |
| 1950-51                           | George Mikan* (3)         | Minneapolis Lakers      | Dolph Schayes* (2)        | Syracuse Nationals      |
| 1950-51                           | Alex Groza (2)            | Indianapolis Olympians  | Frank Brian (2)           | Tri-Cities Blackhawks   |
| 1950-51                           | Ed Macauley*              | Boston Celtics          | Vern Mikkelsen*           | Minneapolis Lakers      |
| 1950-51                           | Bob Davies* (3)           | Rochester Royals        | Joe Fulks* (4)            | Philadelphia Warriors   |
| 1950-51                           | Ralph Beard (2)           | Indianapolis Olympians  | Dick McGuire*             | New York Knicks         |
| 1951–52                           | George Mikan* (4)         | Minneapolis Lakers      | Larry Foust               | Fort Wayne Pistons      |
| 1951–52                           | Ed Macauley* (2)          | Boston Celtics          | Vern Mikkelsen* (2)       | Minneapolis Lakers      |
| 1951–52                           | Paul Arizin*              | Philadelphia Warriors   | Jim Pollard* (3)          | Minneapolis Lakers      |
| 1951–52                           | Bob Cousy*                | Boston Celtics          | Bobby Wanzer*             | Rochester Royals        |
| 1951–52                           | Bob Davies* (4) (tie)     | Rochester Royals        | Andy Phillip*             | Philadelphia Warriors   |
| 1951–52                           | Dolph Schayes* (3) (tie)  | Syracuse Nationals      | Andy Phillip*             | Philadelphia Warriors   |
| 1952-53                           | George Mikan* (5)         | Minneapolis Lakers      | Bill Sharman*             | Boston Celtics          |
| 1952-53                           | Bob Cousy* (2)            | Boston Celtics          | Vern Mikkelsen* (3)       | Minneapolis Lakers      |
| 1952-53                           | Neil Johnston*            | Philadelphia Warriors   | Bobby Wanzer* (2)         | Rochester Royals        |
| 1952-53                           | Ed Macauley* (3)          | Boston Celtics          | Bob Davies* (5)           | Rochester Royals        |
| 1952-53                           | Dolph Schayes* (4)        | Syracuse Nationals      | Andy Phillip* (2)         | Philadelphia Warriors   |
| 1953-54                           | Bob Cousy* (3)            | Boston Celtics          | Ed Macauley* (4)          | Boston Celtics          |
| 1953-54                           | Neil Johnston* (2)        | Philadelphia Warriors   | Jim Pollard* (4)          | Minneapolis Lakers      |
| 1953-54                           | George Mikan* (6)         | Minneapolis Lakers      | Carl Braun (2)            | New York Knicks         |
| 1953-54                           | Dolph Schayes* (5)        | Syracuse Nationals      | Bobby Wanzer* (3)         | Rochester Royals        |
| 1953-54                           | Harry Gallatin*           | New York Knicks         | Paul Seymour              | Syracuse Nationals      |
| 1954-55                           | Neil Johnston* (3)        | Philadelphia Warriors   | Vern Mikkelsen* (4)       | Minneapolis Lakers      |
| 1954-55                           | Bob Cousy* (4)            | Boston Celtics          | Harry Gallatin* (2)       | New York Knicks         |
| 1954-55                           | Dolph Schayes *(6)        | Syracuse Nationals      | Paul Seymour (2)          | Syracuse Nationals      |
| 1954-55                           | Bob Pettit*               | Milwaukee Hawks         | Slater Martin*            | Minneapolis Lakers      |
| 1954-55                           | Larry Foust (2)           | Fort Wayne Pistons      | Bill Sharman* (2)         | Boston Celtics          |
| 1955–56                           | Bob Pettit* (2)           | St. Louis Hawks         | Dolph Schayes* (7)        | Syracuse Nationals      |
| 1955–56                           | Paul Arizin* (2)          | Philadelphia Warriors   | Maurice Stokes*           | Rochester Royals        |
| 1955–56                           | Neil Johnston* (4)        | Philadelphia Warriors   | Clyde Lovellette*         | Minneapolis Lakers      |
| 1955–56                           | Bob Cousy* (5)            | Boston Celtics          | Slater Martin* (2)        | Minneapolis Lakers      |
| 1955–56                           | Bill Sharman* (3)         | Boston Celtics          | Jack George               | Philadelphia Warriors   |
| 1956-57                           | Paul Arizin* (3)          | Philadelphia Warriors   | George Yardley*           | Fort Wayne Pistons      |
| 1956-57                           | Dolph Schayes* (8)        | Syracuse Nationals      | Maurice Stokes* (2)       | Rochester Royals        |
| 1956-57                           | Bob Pettit* (3)           | St. Louis Hawks         | Neil Johnston* (5)        | Philadelphia Warriors   |
| 1956-57                           | Bob Cousy* (6)            | Boston Celtics          | Dick Garmaker             | Minneapolis Lakers      |
| 1956-57                           | Bill Sharman* (4)         | Boston Celtics          | Slater Martin* (3)        | St. Louis Hawks         |
| 1957-58                           | Dolph Schayes* (9)        | Syracuse Nationals      | Cliff Hagan*              | St. Louis Hawks         |
| 1957-58                           | George Yardley* (2)       | Detroit Pistons         | Maurice Stokes* (3)       | Cincinnati Royals       |
| 1957-58                           | Bob Pettit* (4)           | St. Louis Hawks         | Bill Russell*             | Boston Celtics          |
| 1957-58                           | Bob Cousy* (7)            | Boston Celtics          | Tom Gola*                 | Philadelphia Warriors   |
| 1957-58                           | Bill Sharman* (5)         | Boston Celtics          | Slater Martin* (4)        | St. Louis Hawks         |
| 1958-59                           | Bob Pettit* (5)           | St. Louis Hawks         | Paul Arizin (4)           | Philadelphia Warriors   |
| 1958-59                           | Elgin Baylor*             | Minneapolis Lakers      | Cliff Hagan* (2)          | St. Louis Hawks         |
| 1958-59                           | Bill Russell* (2)         | Boston Celtics          | Dolph Schayes* (10)       | Syracuse Nationals      |
| 1958-59                           | Bob Cousy* (8)            | Boston Celtics          | Slater Martin* (5)        | St. Louis Hawks         |
| 1958-59                           | Bill Sharman* (6)         | Boston Celtics          | Richie Guerin*            | New York Knicks         |
| 1959-60                           | Bob Pettit* (6)           | St. Louis Hawks         | Jack Twyman*              | Cincinnati Royals       |
| 1959-60                           | Elgin Baylor* (2)         | Minneapolis Lakers      | Dolph Schayes* (11)       | Syracuse Nationals      |
| 1959-60                           | Wilt Chamberlain*         | Philadelphia Warriors   | Bill Russell* (3)         | Boston Celtics          |
| 1959-60                           | Bob Cousy* (9)            | Boston Celtics          | Richie Guerin* (2)        | New York Knicks         |
| 1959-60                           | Gene Shue                 | Detroit Pistons         | Bill Sharman* (7)         | Boston Celtics          |
| 1960–61                           | Elgin Baylor* (3)         | Los Angeles Lakers      | Dolph Schayes* (12)       | Syracuse Nationals      |
| 1960–61                           | Bob Pettit* (7)           | St. Louis Hawks         | Tom Heinsohn*             | Boston Celtics          |
| 1960–61                           | Wilt Chamberlain* (2)     | Philadelphia Warriors   | Bill Russell* (4)         | Boston Celtics          |
| 1960–61                           | Bob Cousy* (10)           | Boston Celtics          | Larry Costello            | Syracuse Nationals      |
| 1960–61                           | Oscar Robertson*          | Cincinnati Royals       | Gene Shue (2)             | Detroit Pistons         |
| 1961-62                           | Bob Pettit* (8)           | St. Louis Hawks         | Tom Heinsohn* (2)         | Boston Celtics          |
| 1961-62                           | Elgin Baylor* (4)         | Los Angeles Lakers      | Jack Twyman* (2)          | Cincinnati Royals       |
| 1961-62                           | Wilt Chamberlain* (3)     | Philadelphia Warriors   | Bill Russell* (5)         | Boston Celtics          |
| 1961-62                           | Jerry West*               | Los Angeles Lakers      | Richie Guerin* (3)        | New York Knicks         |
| 1961-62                           | Oscar Robertson* (2)      | Cincinnati Royals       | Bob Cousy* (11)           | Boston Celtics          |
| 1962-63                           | Elgin Baylor* (5)         | Los Angeles Lakers      | Tom Heinsohn* (3)         | Boston Celtics          |
| 1962-63                           | Bob Pettit* (9)           | St. Louis Hawks         | Bailey Howell*            | Detroit Pistons         |
| 1962-63                           | Bill Russell* (6)         | Boston Celtics          | Wilt Chamberlain* (4)     | San Francisco Warriors  |
| 1962-63                           | Oscar Robertson* (3)      | Cincinnati Royals       | Bob Cousy* (12)           | Boston Celtics          |
| 1962-63                           | Jerry West* (2)           | Los Angeles Lakers      | Hal Greer*                | Syracuse Nationals      |
| 1963-64                           | Elgin Baylor* (6)         | Los Angeles Lakers      | Tom Heinsohn* (4)         | Boston Celtics          |
| 1963-64                           | Bob Pettit* (10)          | St. Louis Hawks         | Jerry Lucas*              | Cincinnati Royals       |
| 1963-64                           | Wilt Chamberlain* (5)     | San Francisco Warriors  | Bill Russell* (7)         | Boston Celtics          |
| 1963-64                           | Oscar Robertson* (4)      | Cincinnati Royals       | John Havlicek*            | Boston Celtics          |
| 1963-64                           | Jerry West* (3)           | Los Angeles Lakers      | Hal Greer* (2)            | Philadelphia 76ers      |
| 1964-65                           | Elgin Baylor* (7)         | Los Angeles Lakers      | Bob Pettit* (11)          | St. Louis Hawks         |
| 1964-65                           | Jerry Lucas* (2)          | Cincinnati Royals       | Gus Johnson*              | Baltimore Bullets       |
| 1964-65                           | Bill Russell* (8)         | Boston Celtics          | Wilt Chamberlain* (6)     | Philadelphia 76ers      |
| 1964-65                           | Oscar Robertson* (5)      | Cincinnati Royals       | Sam Jones*                | Boston Celtics          |
| 1964-65                           | Jerry West* (4)           | Los Angeles Lakers      | Hal Greer* (3)            | Philadelphia 76ers      |
| 1965–66                           | Rick Barry*               | San Francisco Warriors  | John Havlicek* (2)        | Boston Celtics          |
| 1965–66                           | Jerry Lucas* (3)          | Cincinnati Royals       | Gus Johnson* (2)          | Baltimore Bullets       |
| 1965–66                           | Wilt Chamberlain* (7)     | Philadelphia 76ers      | Bill Russell* (9)         | Boston Celtics          |
| 1965–66                           | Oscar Robertson* (6)      | Cincinnati Royals       | Sam Jones* (2)            | Boston Celtics          |
| 1965–66                           | Jerry West* (5)           | Los Angeles Lakers      | Hal Greer* (4)            | Philadelphia 76ers      |
| 1966-67                           | Rick Barry* (2)           | San Francisco Warriors  | Willis Reed*              | New York Knicks         |
| 1966-67                           | Elgin Baylor* (8)         | Los Angeles Lakers      | Jerry Lucas* (4)          | Cincinnati Royals       |
| 1966-67                           | Wilt Chamberlain* (8)     | Philadelphia 76ers      | Bill Russell* (10)        | Boston Celtics          |
| 1966-67                           | Jerry West* (6)           | Los Angeles Lakers      | Hal Greer* (5)            | Philadelphia 76ers      |
| 1966-67                           | Oscar Robertson* (7)      | Cincinnati Royals       | Sam Jones* (3)            | Boston Celtics          |
| 1967-68                           | Elgin Baylor* (9)         | Los Angeles Lakers      | Willis Reed* (2)          | New York Knicks         |
| 1967-68                           | Jerry Lucas* (5)          | Cincinnati Royals       | John Havlicek* (3)        | Boston Celtics          |
| 1967-68                           | Wilt Chamberlain* (9)     | Philadelphia 76ers      | Bill Russell* (11)        | Boston Celtics          |
| 1967-68                           | Dave Bing*                | Detroit Pistons         | Hal Greer* (6)            | Philadelphia 76ers      |
| 1967-68                           | Oscar Robertson* (8)      | Cincinnati Royals       | Jerry West* (7)           | Los Angeles Lakers      |
| 1968-69                           | Billy Cunningham*         | Philadelphia 76ers      | John Havlicek* (4)        | Boston Celtics          |
| 1968-69                           | Elgin Baylor* (10)        | Los Angeles Lakers      | Dave DeBusschere*         | New York Knicks         |
| 1968-69                           | Wes Unseld*               | Baltimore Bullets       | Willis Reed* (3)          | New York Knicks         |
| 1968-69                           | Earl Monroe*              | Baltimore Bullets       | Hal Greer* (7)            | Philadelphia 76ers      |
| 1968-69                           | Oscar Robertson* (9)      | Cincinnati Royals       | Jerry West* (8)           | Los Angeles Lakers      |
| 1969-70                           | Billy Cunningham* (2)     | Philadelphia 76ers      | John Havlicek* (5)        | Boston Celtics          |
| 1969-70                           | Connie Hawkins*           | Phoenix Suns            | Gus Johnson* (3)          | Baltimore Bullets       |
| 1969-70                           | Willis Reed* (4)          | New York Knicks         | Lew Alcindor*             | Milwaukee Bucks         |
| 1969-70                           | Jerry West* (9)           | Los Angeles Lakers      | Lou Hudson                | Atlanta Hawks           |
| 1969-70                           | Walt Frazier*             | New York Knicks         | Oscar Robertson* (10)     | Cincinnati Royals       |
| 1970–71                           | John Havlicek* (6)        | Boston Celtics          | Gus Johnson* (4)          | Baltimore Bullets       |
| 1970–71                           | Billy Cunningham* (3)     | Philadelphia 76ers      | Bob Love                  | Chicago Bulls           |
| 1970–71                           | Lew Alcindor* (2)         | Milwaukee Bucks         | Willis Reed* (5)          | New York Knicks         |
| 1970–71                           | Jerry West* (10)          | Los Angeles Lakers      | Walt Frazier* (2)         | New York Knicks         |
| 1970–71                           | Dave Bing* (2)            | Detroit Pistons         | Oscar Robertson* (11)     | Milwaukee Bucks         |
| 1971-72                           | John Havlicek* (7)        | Boston Celtics          | Bob Love (2)              | Chicago Bulls           |
| 1971-72                           | Spencer Haywood*          | Seattle SuperSonics     | Billy Cunningham* (4)     | Philadelphia 76ers      |
| 1971-72                           | Kareem Abdul-Jabbar* (3)  | Milwaukee Bucks         | Wilt Chamberlain* (10)    | Los Angeles Lakers      |
| 1971-72                           | Jerry West* (11)          | Los Angeles Lakers      | Nate Archibald*           | Cincinnati Royals       |
| 1971-72                           | Walt Frazier* (3)         | New York Knicks         | Archie Clark              | Baltimore Bullets       |
| 1972-73                           | John Havlicek* (8)        | Boston Celtics          | Elvin Hayes*              | Baltimore Bullets       |
| 1972-73                           | Spencer Haywood (2)       | Seattle SuperSonics     | Rick Barry* (3)           | Golden State Warriors   |
| 1972-73                           | Kareem Abdul-Jabbar* (4)  | Milwaukee Bucks         | Dave Cowens*              | Boston Celtics          |
| 1972-73                           | Nate Archibald* (2)       | Kansas City-Omaha Kings | Walt Frazier* (4)         | New York Knicks         |
| 1972-73                           | Jerry West* (12)          | Los Angeles Lakers      | Pete Maravich*            | Atlanta Hawks           |
| 1973-74                           | John Havlicek* (9)        | Boston Celtics          | Elvin Hayes* (2)          | Capital Bullets         |
| 1973-74                           | Rick Barry* (4)           | Golden State Warriors   | Spencer Haywood* (3)      | Seattle SuperSonics     |
| 1973-74                           | Kareem Abdul-Jabbar* (5)  | Milwaukee Bucks         | Bob McAdoo*               | Buffalo Braves          |
| 1973-74                           | Walt Frazier* (5)         | New York Knicks         | Dave Bing* (3)            | Detroit Pistons         |
| 1973-74                           | Gail Goodrich*            | Los Angeles Lakers      | Norm Van Lier             | Chicago Bulls           |
| 1974-75                           | Rick Barry* (5)           | Golden State Warriors   | John Havlicek* (10)       | Boston Celtics          |
| 1974-75                           | Elvin Hayes* (3)          | Washington Bullets      | Spencer Haywood (4)       | Seattle SuperSonics     |
| 1974-75                           | Bob McAdoo* (2)           | Buffalo Braves          | Dave Cowens* (2)          | Boston Celtics          |
| 1974-75                           | Nate Archibald* (3)       | Kansas City-Omaha Kings | Phil Chenier              | Washington Bullets      |
| 1974-75                           | Walt Frazier* (6)         | New York Knicks         | Jo Jo White*              | Boston Celtics          |
| 1975–76                           | Rick Barry* (6)           | Golden State Warriors   | Elvin Hayes* (4)          | Washington Bullets      |
| 1975–76                           | George McGinnis*          | Philadelphia 76ers      | John Havlicek* (11)       | Boston Celtics          |
| 1975–76                           | Kareem Abdul-Jabbar* (6)  | Los Angeles Lakers      | Dave Cowens* (3)          | Boston Celtics          |
| 1975–76                           | Nate Archibald* (4)       | Kansas City Kings       | Randy Smith               | Buffalo Braves          |
| 1975–76                           | Pete Maravich* (2)        | New Orleans Jazz        | Phil Smith                | Golden State Warriors   |
| 1976-77                           | Elvin Hayes* (5)          | Washington Bullets      | Julius Erving*            | Philadelphia 76ers      |
| 1976-77                           | David Thompson*           | Denver Nuggets          | George McGinnis* (2)      | Philadelphia 76ers      |
| 1976-77                           | Kareem Abdul-Jabbar* (7)  | Los Angeles Lakers      | Bill Walton*              | Portland Trail Blazers  |
| 1976-77                           | Pete Maravich* (3)        | New Orleans Jazz        | George Gervin*            | San Antonio Spurs       |
| 1976-77                           | Paul Westphal             | Phoenix Suns            | Jo Jo White* (2)          | Boston Celtics          |
| 1977-78                           | Truck Robinson            | New Orleans Jazz        | Walter Davis              | Phoenix Suns            |
| 1977-78                           | Julius Erving* (2)        | Philadelphia 76ers      | Maurice Lucas             | Portland Trail Blazers  |
| 1977-78                           | Bill Walton* (2)          | Portland Trail Blazers  | Kareem Abdul-Jabbar* (8)  | Los Angeles Lakers      |
| 1977-78                           | George Gervin* (2)        | San Antonio Spurs       | Paul Westphal (2)         | Phoenix Suns            |
| 1977-78                           | David Thompson* (2)       | Denver Nuggets          | Pete Maravich* (4)        | New Orleans Jazz        |
| 1978-79                           | Marques Johnson           | Milwaukee Bucks         | Walter Davis (2)          | Phoenix Suns            |
| 1978-79                           | Elvin Hayes* (6)          | Washington Bullets      | Bob Dandridge             | Washington Bullets      |
| 1978-79                           | Moses Malone*             | Houston Rockets         | Kareem Abdul-Jabbar* (9)  | Los Angeles Lakers      |
| 1978-79                           | George Gervin* (3)        | San Antonio Spurs       | Lloyd Free                | San Diego Clippers      |
| 1978-79                           | Paul Westphal (3)         | Phoenix Suns            | Phil Ford                 | Kansas City Kings       |
| 1979-80                           | Julius Erving* (3)        | Philadelphia 76ers      | Dan Roundfield            | Atlanta Hawks           |
| 1979-80                           | Larry Bird*               | Boston Celtics          | Marques Johnson (2)       | Milwaukee Bucks         |
| 1979-80                           | Kareem Abdul-Jabbar* (10) | Los Angeles Lakers      | Moses Malone* (2)         | Houston Rockets         |
| 1979-80                           | George Gervin* (4)        | San Antonio Spurs       | Dennis Johnson*           | Seattle SuperSonics     |
| 1979-80                           | Paul Westphal (4)         | Phoenix Suns            | Gus Williams              | Seattle SuperSonics     |
| 1980–81                           | Julius Erving* (4)        | Philadelphia 76ers      | Marques Johnson (3)       | Milwaukee Bucks         |
| 1980–81                           | Larry Bird* (2)           | Boston Celtics          | Adrian Dantley*           | Utah Jazz               |
| 1980–81                           | Kareem Abdul-Jabbar* (11) | Los Angeles Lakers      | Moses Malone* (3)         | Houston Rockets         |
| 1980–81                           | George Gervin* (5)        | San Antonio Spurs       | Otis Birdsong             | Kansas City Kings       |
| 1980–81                           | Dennis Johnson* (2)       | Phoenix Suns            | Nate Archibald* (5)       | Boston Celtics          |
| 1981-82                           | Larry Bird* (3)           | Boston Celtics          | Alex English*             | Denver Nuggets          |
| 1981-82                           | Julius Erving* (5)        | Philadelphia 76ers      | Bernard King*             | Golden State Warriors   |
| 1981-82                           | Moses Malone* (4)         | Houston Rockets         | Robert Parish*            | Boston Celtics          |
| 1981-82                           | George Gervin* (6)        | San Antonio Spurs       | Magic Johnson*            | Los Angeles Lakers      |
| 1981-82                           | Gus Williams (2)          | Seattle SuperSonics     | Sidney Moncrief           | Milwaukee Bucks         |
| 1982-83                           | Larry Bird* (4)           | Boston Celtics          | Alex English* (2)         | Denver Nuggets          |
| 1982-83                           | Julius Erving* (6)        | Philadelphia 76ers      | Buck Williams             | New Jersey Nets         |
| 1982-83                           | Moses Malone* (5)         | Philadelphia 76ers      | Kareem Abdul-Jabbar* (12) | Los Angeles Lakers      |
| 1982-83                           | Magic Johnson* (2)        | Los Angeles Lakers      | George Gervin* (7)        | San Antonio Spurs       |
| 1982-83                           | Sidney Moncrief (2)       | Milwaukee Bucks         | Isiah Thomas*             | Detroit Pistons         |
| 1983-84                           | Larry Bird* (5)           | Boston Celtics          | Adrian Dantley* (2)       | Utah Jazz               |
| 1983-84                           | Bernard King* (2)         | New York Knicks         | Julius Erving* (7)        | Philadelphia 76ers      |
| 1983-84                           | Kareem Abdul-Jabbar* (13) | Los Angeles Lakers      | Moses Malone* (6)         | Philadelphia 76ers      |
| 1983-84                           | Magic Johnson* (3)        | Los Angeles Lakers      | Sidney Moncrief (3)       | Milwaukee Bucks         |
| 1983-84                           | Isiah Thomas* (2)         | Detroit Pistons         | Jim Paxson                | Portland Trail Blazers  |
| 1984-85                           | Larry Bird* (6)           | Boston Celtics          | Terry Cummings            | Milwaukee Bucks         |
| 1984-85                           | Bernard King* (3)         | New York Knicks         | Ralph Sampson*            | Houston Rockets         |
| 1984-85                           | Moses Malone* (7)         | Philadelphia 76ers      | Kareem Abdul-Jabbar* (14) | Los Angeles Lakers      |
| 1984-85                           | Magic Johnson* (4)        | Los Angeles Lakers      | Michael Jordan*           | Chicago Bulls           |
| 1984-85                           | Isiah Thomas* (3)         | Detroit Pistons         | Sidney Moncrief (4)       | Milwaukee Bucks         |
| 1985–86                           | Larry Bird* (7)           | Boston Celtics          | Charles Barkley*          | Philadelphia 76ers      |
| 1985–86                           | Dominique Wilkins*        | Atlanta Hawks           | Alex English* (3)         | Denver Nuggets          |
| 1985–86                           | Kareem Abdul-Jabbar* (15) | Los Angeles Lakers      | Akeem Olajuwon*           | Houston Rockets         |
| 1985–86                           | Magic Johnson* (5)        | Los Angeles Lakers      | Sidney Moncrief (5)       | Milwaukee Bucks         |
| 1985–86                           | Isiah Thomas* (4)         | Detroit Pistons         | Alvin Robertson           | San Antonio Spurs       |
| 1986-87                           | Larry Bird* (8)           | Boston Celtics          | Dominique Wilkins* (2)    | Atlanta Hawks           |
| 1986-87                           | Kevin McHale*             | Boston Celtics          | Charles Barkley* (2)      | Philadelphia 76ers      |
| 1986-87                           | Akeem Olajuwon* (2)       | Houston Rockets         | Moses Malone* (8)         | Washington Bullets      |
| 1986-87                           | Magic Johnson* (6)        | Los Angeles Lakers      | Isiah Thomas* (5)         | Detroit Pistons         |
| 1986-87                           | Michael Jordan* (2)       | Chicago Bulls           | Fat Lever                 | Denver Nuggets          |
| 1987-88                           | Larry Bird* (9)           | Boston Celtics          | Karl Malone*              | Utah Jazz               |
| 1987-88                           | Charles Barkley* (3)      | Philadelphia 76ers      | Dominique Wilkins* (3)    | Atlanta Hawks           |
| 1987-88                           | Akeem Olajuwon* (3)       | Houston Rockets         | Patrick Ewing*            | New York Knicks         |
| 1987-88                           | Michael Jordan* (3)       | Chicago Bulls           | Clyde Drexler*            | Portland Trail Blazers  |
| 1987-88                           | Magic Johnson* (7)        | Los Angeles Lakers      | John Stockton*            | Utah Jazz               |

Od sezonu 1988-89 zaczęto wybierać trzy składy najlepszych zawodników ligi.
| Sezon   | Pierwsza drużyna             | Pierwsza drużyna       | Druga drużyna           | Druga drużyna          | Trzecia drużyna         | Trzecia drużyna        |
| Sezon   | Zawodnik                     | Zespół                 | Zawodnik                | Zespół                 | Zawodnik                | Zespół                 |
| ------- | ---------------------------- | ---------------------- | ----------------------- | ---------------------- | ----------------------- | ---------------------- |
| 1988-89 | Karl Malone* (2)             | Utah Jazz              | Tom Chambers            | Phoenix Suns           | Dominique Wilkins* (4)  | Atlanta Hawks          |
| 1988-89 | Charles Barkley* (4)         | Philadelphia 76ers     | Chris Mullin*           | Golden State Warriors  | Terry Cummings (2)      | Milwaukee Bucks        |
| 1988-89 | Akeem Olajuwon* (4)          | Houston Rockets        | Patrick Ewing* (2)      | New York Knicks        | Robert Parish* (2)      | Boston Celtics         |
| 1988-89 | Michael Jordan* (4)          | Chicago Bulls          | John Stockton* (2)      | Utah Jazz              | Dale Ellis              | Seattle SuperSonics    |
| 1988-89 | Magic Johnson* (8)           | Los Angeles Lakers     | Kevin Johnson           | Phoenix Suns           | Mark Price              | Cleveland Cavaliers    |
| 1989–90 | Karl Malone* (3)             | Utah Jazz              | Larry Bird* (10)        | Boston Celtics         | James Worthy*           | Los Angeles Lakers     |
| 1989–90 | Charles Barkley* (5)         | Philadelphia 76ers     | Tom Chambers(2)         | Phoenix Suns           | Chris Mullin* (2)       | Golden State Warriors  |
| 1989–90 | Patrick Ewing* (3)           | New York Knicks        | Akeem Olajuwon* (5)     | Houston Rockets        | David Robinson*         | San Antonio Spurs      |
| 1989–90 | Magic Johnson* (9)           | Los Angeles Lakers     | John Stockton* (3)      | Utah Jazz              | Clyde Drexler* (2)      | Portland Trail Blazers |
| 1989–90 | Michael Jordan* (5)          | Chicago Bulls          | Kevin Johnson (2)       | Phoenix Suns           | Joe Dumars*             | Detroit Pistons        |
| 1990-91 | Karl Malone* (4)             | Utah Jazz              | Dominique Wilkins* (5)  | Atlanta Hawks          | James Worthy* (2)       | Los Angeles Lakers     |
| 1990-91 | Charles Barkley* (6)         | Philadelphia 76ers     | Chris Mullin* (3)       | Golden State Warriors  | Bernard King* (4)       | Washington Bullets     |
| 1990-91 | David Robinson* (2)          | San Antonio Spurs      | Patrick Ewing* (4)      | New York Knicks        | Hakeem Olajuwon* (6)    | Houston Rockets        |
| 1990-91 | Michael Jordan* (6)          | Chicago Bulls          | Kevin Johnson (3)       | Phoenix Suns           | John Stockton* (4)      | Utah Jazz              |
| 1990-91 | Magic Johnson* (10)          | Los Angeles Lakers     | Clyde Drexler* (3)      | Portland Trail Blazers | Joe Dumars* (2)         | Detroit Pistons        |
| 1991-92 | Karl Malone* (5)             | Utah Jazz              | Scottie Pippen*         | Chicago Bulls          | Dennis Rodman*          | Detroit Pistons        |
| 1991-92 | Chris Mullin* (4)            | Golden State Warriors  | Charles Barkley* (7)    | Philadelphia 76ers     | Kevin Willis            | Atlanta Hawks          |
| 1991-92 | David Robinson* (3)          | San Antonio Spurs      | Patrick Ewing* (5)      | New York Knicks        | Brad Daugherty          | Cleveland Cavaliers    |
| 1991-92 | Michael Jordan* (7)          | Chicago Bulls          | Tim Hardaway            | Golden State Warriors  | Mark Price (2)          | Cleveland Cavaliers    |
| 1991-92 | Clyde Drexler* (4)           | Portland Trail Blazers | John Stockton* (5)      | Utah Jazz              | Kevin Johnson (4)       | Phoenix Suns           |
| 1992-93 | Charles Barkley* (8)         | Phoenix Suns           | Dominique Wilkins* (6)  | Atlanta Hawks          | Scottie Pippen* (2)     | Chicago Bulls          |
| 1992-93 | Karl Malone* (6)             | Utah Jazz              | Larry Johnson           | Charlotte Hornets      | Derrick Coleman         | New Jersey Nets        |
| 1992-93 | Hakeem Olajuwon* (7)         | Houston Rockets        | Patrick Ewing* (6)      | New York Knicks        | David Robinson* (4)     | San Antonio Spurs      |
| 1992-93 | Michael Jordan* (8)          | Chicago Bulls          | John Stockton* (6)      | Utah Jazz              | Tim Hardaway (2)        | Golden State Warriors  |
| 1992-93 | Mark Price (3)               | Cleveland Cavaliers    | Joe Dumars* (3)         | Detroit Pistons        | Dražen Petrović*        | New Jersey Nets        |
| 1993-94 | Scottie Pippen* (3)          | Chicago Bulls          | Shawn Kemp              | Seattle SuperSonics    | Derrick Coleman (2)     | New Jersey Nets        |
| 1993-94 | Karl Malone* (7)             | Utah Jazz              | Charles Barkley* (9)    | Phoenix Suns           | Dominique Wilkins* (7)  | Los Angeles Clippers   |
| 1993-94 | Hakeem Olajuwon* (8)         | Houston Rockets        | David Robinson* (5)     | San Antonio Spurs      | Shaquille O’Neal*       | Orlando Magic          |
| 1993-94 | John Stockton* (7)           | Utah Jazz              | Mitch Richmond*         | Sacramento Kings       | Mark Price (4)          | Cleveland Cavaliers    |
| 1993-94 | Latrell Sprewell             | Golden State Warriors  | Kevin Johnson (5)       | Phoenix Suns           | Gary Payton*            | Seattle SuperSonics    |
| 1994–95 | Karl Malone* (8)             | Utah Jazz              | Charles Barkley* (10)   | Phoenix Suns           | Detlef Schrempf         | Seattle SuperSonics    |
| 1994–95 | Scottie Pippen* (4)          | Chicago Bulls          | Shawn Kemp (2)          | Seattle SuperSonics    | Dennis Rodman* (2)      | San Antonio Spurs      |
| 1994–95 | David Robinson* (6)          | San Antonio Spurs      | Shaquille O’Neal* (2)   | Orlando Magic          | Hakeem Olajuwon* (9)    | Houston Rockets        |
| 1994–95 | John Stockton* (8)           | Utah Jazz              | Gary Payton* (2)        | Seattle SuperSonics    | Reggie Miller*          | Indiana Pacers         |
| 1994–95 | Penny Hardaway               | Orlando Magic          | Mitch Richmond* (2)     | Sacramento Kings       | Clyde Drexler* (5)      | Houston Rockets        |
| 1995-96 | Scottie Pippen* (5)          | Chicago Bulls          | Shawn Kemp (3)          | Seattle SuperSonics    | Charles Barkley* (11)   | Phoenix Suns           |
| 1995-96 | Karl Malone* (9)             | Utah Jazz              | Grant Hill              | Detroit Pistons        | Juwan Howard            | Washington Bullets     |
| 1995-96 | David Robinson* (7)          | San Antonio Spurs      | Hakeem Olajuwon* (10)   | Houston Rockets        | Shaquille O’Neal* (3)   | Orlando Magic          |
| 1995-96 | Michael Jordan* (9)          | Chicago Bulls          | Gary Payton* (3)        | Seattle SuperSonics    | Mitch Richmond* (3)     | Sacramento Kings       |
| 1995-96 | Penny Hardaway (2)           | Orlando Magic          | John Stockton* (9)      | Utah Jazz              | Reggie Miller* (2)      | Indiana Pacers         |
| 1996-97 | Karl Malone* (10)            | Utah Jazz              | Scottie Pippen* (6)     | Chicago Bulls          | Anthony Mason           | Charlotte Hornets      |
| 1996-97 | Grant Hill (2)               | Detroit Pistons        | Glen Rice               | Charlotte Hornets      | Vin Baker               | Milwaukee Bucks        |
| 1996-97 | Hakeem Olajuwon* (11)        | Houston Rockets        | Patrick Ewing* (7)      | New York Knicks        | Shaquille O’Neal* (4)   | Los Angeles Lakers     |
| 1996-97 | Michael Jordan* (10)         | Chicago Bulls          | Gary Payton* (4)        | Seattle SuperSonics    | John Stockton* (10)     | Utah Jazz              |
| 1996-97 | Tim Hardaway (3)             | Miami Heat             | Mitch Richmond* (4)     | Sacramento Kings       | Penny Hardaway (3)      | Orlando Magic          |
| 1997-98 | Karl Malone* (11)            | Utah Jazz              | Grant Hill (3)          | Detroit Pistons        | Scottie Pippen* (7)     | Chicago Bulls          |
| 1997-98 | Tim Duncan                   | San Antonio Spurs      | Vin Baker (2)           | Seattle SuperSonics    | Glen Rice (2)           | Charlotte Hornets      |
| 1997-98 | Shaquille O’Neal* (5)        | Los Angeles Lakers     | David Robinson* (8)     | San Antonio Spurs      | Dikembe Mutombo*        | Atlanta Hawks          |
| 1997-98 | Michael Jordan* (11)         | Chicago Bulls          | Tim Hardaway (4)        | Miami Heat             | Mitch Richmond* (5)     | Sacramento Kings       |
| 1997-98 | Gary Payton* (5)             | Seattle SuperSonics    | Rod Strickland          | Washington Bullets     | Reggie Miller* (3)      | Indiana Pacers         |
| 1998-99 | Karl Malone* (12)            | Utah Jazz              | Chris Webber            | Sacramento Kings       | Kevin Garnett           | Minnesota Timberwolves |
| 1998-99 | Tim Duncan (2)               | San Antonio Spurs      | Grant Hill (4)          | Detroit Pistons        | Antonio McDyess         | Denver Nuggets         |
| 1998-99 | Alonzo Mourning*             | Miami Heat             | Shaquille O’Neal* (6)   | Los Angeles Lakers     | Hakeem Olajuwon* (12)   | Houston Rockets        |
| 1998-99 | Allen Iverson*               | Philadelphia 76ers     | Gary Payton* (6)        | Seattle SuperSonics    | Kobe Bryant             | Los Angeles Lakers     |
| 1998-99 | Jason Kidd                   | Phoenix Suns           | Tim Hardaway (5)        | Miami Heat             | John Stockton* (11)     | Utah Jazz              |
| 1999–00 | Tim Duncan (3)               | San Antonio Spurs      | Karl Malone* (13)       | Utah Jazz              | Chris Webber (2)        | Sacramento Kings       |
| 1999–00 | Kevin Garnett (2)            | Minnesota Timberwolves | Grant Hill (5)          | Detroit Pistons        | Vince Carter^           | Toronto Raptors        |
| 1999–00 | Shaquille O’Neal* (7)        | Los Angeles Lakers     | Alonzo Mourning* (2)    | Miami Heat             | David Robinson* (9)     | San Antonio Spurs      |
| 1999–00 | Jason Kidd (2)               | Phoenix Suns           | Allen Iverson* (2)      | Philadelphia 76ers     | Eddie Jones             | Charlotte Hornets      |
| 1999–00 | Gary Payton* (7)             | Seattle SuperSonics    | Kobe Bryant (2)         | Los Angeles Lakers     | Stephon Marbury         | New Jersey Nets        |
| 2000-01 | Tim Duncan (4)               | San Antonio Spurs      | Kevin Garnett (3)       | Minnesota Timberwolves | Karl Malone* (14)       | Utah Jazz              |
| 2000-01 | Chris Webber (3)             | Sacramento Kings       | Vince Carter^ (2)       | Toronto Raptors        | Dirk Nowitzki^          | Dallas Mavericks       |
| 2000-01 | Shaquille O’Neal* (8)        | Los Angeles Lakers     | Dikembe Mutombo* (2)    | Philadelphia 76ers     | David Robinson* (10)    | San Antonio Spurs      |
| 2000-01 | Allen Iverson* (3)           | Philadelphia 76ers     | Kobe Bryant (3)         | Los Angeles Lakers     | Gary Payton* (8)        | Seattle SuperSonics    |
| 2000-01 | Jason Kidd (3)               | Phoenix Suns           | Tracy McGrady*          | Orlando Magic          | Ray Allen               | Milwaukee Bucks        |
| 2001-02 | Tim Duncan (5)               | San Antonio Spurs      | Kevin Garnett (4)       | Minnesota Timberwolves | Ben Wallace             | Detroit Pistons        |
| 2001-02 | Tracy McGrady* (2)           | Orlando Magic          | Chris Webber (4)        | Sacramento Kings       | Jermaine O’Neal         | Indiana Pacers         |
| 2001-02 | Shaquille O’Neal* (9)        | Los Angeles Lakers     | Dirk Nowitzki (2)       | Dallas Mavericks       | Dikembe Mutombo* (3)    | Philadelphia 76ers     |
| 2001-02 | Jason Kidd (4)               | New Jersey Nets        | Gary Payton* (9)        | Seattle SuperSonics    | Paul Pierce             | Boston Celtics         |
| 2001-02 | Kobe Bryant (4)              | Los Angeles Lakers     | Allen Iverson* (4)      | Philadelphia 76ers     | Steve Nash              | Dallas Mavericks       |
| 2002-03 | Tim Duncan (6)               | San Antonio Spurs      | Dirk Nowitzki (3)       | Dallas Mavericks       | Paul Pierce (2)         | Boston Celtics         |
| 2002-03 | Kevin Garnett (5)            | Minnesota Timberwolves | Chris Webber (5)        | Sacramento Kings       | Jamal Mashburn          | New Orleans Hornets    |
| 2002-03 | Shaquille O’Neal* (10)       | Los Angeles Lakers     | Ben Wallace (2)         | Detroit Pistons        | Jermaine O’Neal (2)     | Indiana Pacers         |
| 2002-03 | Kobe Bryant (5)              | Los Angeles Lakers     | Jason Kidd (5)          | New Jersey Nets        | Stephon Marbury (2)     | Phoenix Suns           |
| 2002-03 | Tracy McGrady* (3)           | Orlando Magic          | Allen Iverson* (5)      | Philadelphia 76ers     | Steve Nash (2)          | Dallas Mavericks       |
| 2003-04 | Kevin Garnett (6)            | Minnesota Timberwolves | Jermaine O’Neal (3)     | Indiana Pacers         | Dirk Nowitzki (4)       | Dallas Mavericks       |
| 2003-04 | Tim Duncan (7)               | San Antonio Spurs      | Peja Stojaković         | Sacramento Kings       | Ron Artest              | Indiana Pacers         |
| 2003-04 | Shaquille O’Neal* (11)       | Los Angeles Lakers     | Ben Wallace (3)         | Detroit Pistons        | Yao Ming*               | Houston Rockets        |
| 2003-04 | Kobe Bryant (6)              | Los Angeles Lakers     | Sam Cassell             | Minnesota Timberwolves | Michael Redd            | Milwaukee Bucks        |
| 2003-04 | Jason Kidd (6)               | New Jersey Nets        | Tracy McGrady* (4)      | Orlando Magic          | Baron Davis             | New Orleans Hornets    |
| 2004–05 | Tim Duncan (8)               | San Antonio Spurs      | LeBron James^           | Cleveland Cavaliers    | Tracy McGrady* (5)      | Houston Rockets        |
| 2004–05 | Dirk Nowitzki (5)            | Dallas Mavericks       | Kevin Garnett (7)       | Minnesota Timberwolves | Shawn Marion            | Phoenix Suns           |
| 2004–05 | Shaquille O’Neal* (12)       | Miami Heat             | Amar’e Stoudemire       | Phoenix Suns           | Ben Wallace (4)         | Detroit Pistons        |
| 2004–05 | Allen Iverson* (6)           | Philadelphia 76ers     | Dwyane Wade             | Miami Heat             | Kobe Bryant (7)         | Los Angeles Lakers     |
| 2004–05 | Steve Nash (3)               | Phoenix Suns           | Ray Allen (2)           | Seattle SuperSonics    | Gilbert Arenas          | Washington Wizards     |
| 2005-06 | LeBron James^ (2)            | Cleveland Cavaliers    | Elton Brand             | Los Angeles Clippers   | Shawn Marion (2)        | Phoenix Suns           |
| 2005-06 | Dirk Nowitzki (6)            | Dallas Mavericks       | Tim Duncan (9)          | San Antonio Spurs      | Carmelo Anthony         | Denver Nuggets         |
| 2005-06 | Shaquille O’Neal* (13)       | Miami Heat             | Ben Wallace (5)         | Detroit Pistons        | Yao Ming* (2)           | Houston Rockets        |
| 2005-06 | Kobe Bryant (8)              | Los Angeles Lakers     | Chauncey Billups        | Detroit Pistons        | Allen Iverson* (7)      | Philadelphia 76ers     |
| 2005-06 | Steve Nash (4)               | Phoenix Suns           | Dwyane Wade (2)         | Miami Heat             | Gilbert Arenas (2)      | Washington Wizards     |
| 2006-07 | Dirk Nowitzki (7)            | Dallas Mavericks       | LeBron James^ (3)       | Cleveland Cavaliers    | Kevin Garnett (8)       | Minnesota Timberwolves |
| 2006-07 | Tim Duncan (10)              | San Antonio Spurs      | Chris Bosh              | Toronto Raptors        | Carmelo Anthony (2)     | Denver Nuggets         |
| 2006-07 | Amar’e Stoudemire (2)        | Phoenix Suns           | Yao Ming* (3)           | Houston Rockets        | Dwight Howard           | Orlando Magic          |
| 2006-07 | Steve Nash (5)               | Phoenix Suns           | Gilbert Arenas (3)      | Washington Wizards     | Dwyane Wade (3)         | Miami Heat             |
| 2006-07 | Kobe Bryant (9)              | Los Angeles Lakers     | Tracy McGrady* (6)      | Houston Rockets        | Chauncey Billups (2)    | Detroit Pistons        |
| 2007-08 | Kevin Garnett (9)            | Boston Celtics         | Dirk Nowitzki (8)       | Dallas Mavericks       | Carlos Boozer           | Utah Jazz              |
| 2007-08 | LeBron James^ (4)            | Cleveland Cavaliers    | Tim Duncan (11)         | San Antonio Spurs      | Paul Pierce (3)         | Boston Celtics         |
| 2007-08 | Dwight Howard (2)            | Orlando Magic          | Amar’e Stoudemire (3)   | Phoenix Suns           | Yao Ming* (4)           | Houston Rockets        |
| 2007-08 | Kobe Bryant (10)             | Los Angeles Lakers     | Steve Nash (6)          | Phoenix Suns           | Tracy McGrady* (7)      | Houston Rockets        |
| 2007-08 | Chris Paul^                  | New Orleans Hornets    | Deron Williams          | Utah Jazz              | Manu Ginóbili           | San Antonio Spurs      |
| 2008-09 | Dirk Nowitzki (9)            | Dallas Mavericks       | Paul Pierce (4)         | Boston Celtics         | Pau Gasol               | Los Angeles Lakers     |
| 2008-09 | LeBron James^ (5)            | Cleveland Cavaliers    | Tim Duncan (12)         | San Antonio Spurs      | Carmelo Anthony (3)     | Denver Nuggets         |
| 2008-09 | Dwight Howard (3)            | Orlando Magic          | Yao Ming* (5)           | Houston Rockets        | Shaquille O’Neal* (14)  | Phoenix Suns           |
| 2008-09 | Kobe Bryant (11)             | Los Angeles Lakers     | Brandon Roy             | Portland Trail Blazers | Chauncey Billups (3)    | Denver Nuggets         |
| 2008-09 | Dwyane Wade (4)              | Miami Heat             | Chris Paul (2)^         | New Orleans Hornets    | Tony Parker             | San Antonio Spurs      |
| 2009-10 | Kevin Durant^                | Oklahoma City Thunder  | Carmelo Anthony (4)     | Denver Nuggets         | Pau Gasol (2)           | Los Angeles Lakers     |
| 2009-10 | LeBron James^ (6)            | Cleveland Cavaliers    | Dirk Nowitzki (10)      | Dallas Mavericks       | Tim Duncan (13)         | San Antonio Spurs      |
| 2009-10 | Dwight Howard (4)            | Orlando Magic          | Amar’e Stoudemire (4)   | Phoenix Suns           | Andrew Bogut            | Milwaukee Bucks        |
| 2009-10 | Kobe Bryant (12)             | Los Angeles Lakers     | Deron Williams (2)      | Utah Jazz              | Joe Johnson             | Atlanta Hawks          |
| 2009-10 | Dwyane Wade (5)              | Miami Heat             | Steve Nash (7)          | Phoenix Suns           | Brandon Roy (2)         | Portland Trail Blazers |
| 2010-11 | Kevin Durant^ (2)            | Oklahoma City Thunder  | Pau Gasol (3)           | Los Angeles Lakers     | LaMarcus Aldridge       | Portland Trail Blazers |
| 2010-11 | LeBron James^ (7)            | Miami Heat             | Dirk Nowitzki (11)      | Dallas Mavericks       | Zach Randolph^          | Memphis Grizzlies      |
| 2010-11 | Dwight Howard (5)            | Orlando Magic          | Amar’e Stoudemire (5)   | New York Knicks        | Al Horford^             | Atlanta Hawks          |
| 2010-11 | Kobe Bryant (13)             | Los Angeles Lakers     | Dwyane Wade (6)         | Miami Heat             | Manu Ginóbili (2)       | San Antonio Spurs      |
| 2010-11 | Derrick Rose^                | Chicago Bulls          | Russell Westbrook^      | Oklahoma City Thunder  | Chris Paul^ (3)         | New Orleans Hornets    |
| 2011-12 | LeBron James^ (8)            | Miami Heat             | Kevin Love^             | Minnesota Timberwolves | Carmelo Anthony (5)     | New York Knicks        |
| 2011-12 | Kevin Durant^ (3)            | Oklahoma City Thunder  | Blake Griffin           | Los Angeles Clippers   | Dirk Nowitzki^ (12)     | Dallas Mavericks       |
| 2011-12 | Dwight Howard (6)            | Orlando Magic          | Andrew Bynum            | Los Angeles Lakers     | Tyson Chandler          | New York Knicks        |
| 2011-12 | Kobe Bryant (14)             | Los Angeles Lakers     | Tony Parker (2)         | San Antonio Spurs      | Dwyane Wade (7)         | Miami Heat             |
| 2011-12 | Chris Paul^ (4)              | Los Angeles Clippers   | Russell Westbrook^ (2)  | Oklahoma City Thunder  | Rajon Rondo             | Boston Celtics         |
| 2012-13 | LeBron James^ (9)            | Miami Heat             | Carmelo Anthony (6)     | New York Knicks        | David Lee               | Golden State Warriors  |
| 2012-13 | Kevin Durant^ (4)            | Oklahoma City Thunder  | Blake Griffin (2)       | Los Angeles Clippers   | Paul George^            | Indiana Pacers         |
| 2012-13 | Tim Duncan (14)              | San Antonio Spurs      | Marc Gasol              | Memphis Grizzlies      | Dwight Howard (7)       | Los Angeles Lakers     |
| 2012-13 | Kobe Bryant (15)             | Los Angeles Lakers     | Tony Parker (3)         | San Antonio Spurs      | Dwyane Wade (8)         | Miami Heat             |
| 2012-13 | Chris Paul^ (5)              | Los Angeles Clippers   | Russell Westbrook^ (3)  | Oklahoma City Thunder  | James Harden^           | Houston Rockets        |
| 2013-14 | Kevin Durant^ (5)            | Oklahoma City Thunder  | Blake Griffin (3)       | Los Angeles Clippers   | Paul George^ (2)        | Indiana Pacers         |
| 2013-14 | LeBron James^ (10)           | Miami Heat             | Kevin Love^ (2)         | Minnesota Timberwolves | LaMarcus Aldridge (2)   | Portland Trail Blazers |
| 2013-14 | Joakim Noah                  | Chicago Bulls          | Dwight Howard (8)       | Houston Rockets        | Al Jefferson            | Charlotte Bobcats      |
| 2013-14 | James Harden^ (2)            | Houston Rockets        | Stephen Curry^          | Golden State Warriors  | Goran Dragić            | Phoenix Suns           |
| 2013-14 | Chris Paul^ (6)              | Los Angeles Clippers   | Tony Parker (4)         | San Antonio Spurs      | Damian Lillard^         | Portland Trail Blazers |
| 2014-15 | LeBron James^ (11)           | Cleveland Cavaliers    | LaMarcus Aldridge (3)   | Portland Trail Blazers | Blake Griffin (4)       | Los Angeles Clippers   |
| 2014-15 | Anthony Davis^               | New Orleans Pelicans   | Pau Gasol (4)           | Chicago Bulls          | Tim Duncan (15)         | San Antonio Spurs      |
| 2014-15 | Marc Gasol (2)               | Memphis Grizzlies      | DeMarcus Cousins        | Sacramento Kings       | DeAndre Jordan^         | Los Angeles Clippers   |
| 2014-15 | James Harden^ (3)            | Houston Rockets        | Russell Westbrook^ (4)  | Oklahoma City Thunder  | Klay Thompson^          | Golden State Warriors  |
| 2014-15 | Stephen Curry^ (2)           | Golden State Warriors  | Chris Paul^ (7)         | Los Angeles Clippers   | Kyrie Irving^           | Cleveland Cavaliers    |
| 2015-16 | Kawhi Leonard^               | San Antonio Spurs      | Kevin Durant^ (6)       | Oklahoma City Thunder  | Paul George^ (3)        | Indiana Pacers         |
| 2015-16 | LeBron James^ (12)           | Cleveland Cavaliers    | Draymond Green^         | Golden State Warriors  | LaMarcus Aldridge (4)   | San Antonio Spurs      |
| 2015-16 | DeAndre Jordan^ (2)          | Los Angeles Clippers   | DeMarcus Cousins (2)    | Sacramento Kings       | Andre Drummond^         | Detroit Pistons        |
| 2015-16 | Stephen Curry^ (3)           | Golden State Warriors  | Damian Lillard^ (2)     | Portland Trail Blazers | Klay Thompson^ (2)      | Golden State Warriors  |
| 2015-16 | Russell Westbrook^ (5)       | Oklahoma City Thunder  | Chris Paul^ (8)         | Los Angeles Clippers   | Kyle Lowry^             | Toronto Raptors        |
| 2016-17 | Kawhi Leonard^ (2)           | San Antonio Spurs      | Kevin Durant^ (7)       | Golden State Warriors  | Jimmy Butler^           | Chicago Bulls          |
| 2016-17 | LeBron James^ (13)           | Cleveland Cavaliers    | Janis Andetokunmbo^     | Milwaukee Bucks        | Draymond Green^ (2)     | Golden State Warriors  |
| 2016-17 | Anthony Davis ^ (2)          | New Orleans Pelicans   | Rudy Gobert^            | Utah Jazz              | DeAndre Jordan^ (3)     | Los Angeles Clippers   |
| 2016-17 | James Harden^ (4)            | Houston Rockets        | Stephen Curry^ (4)      | Golden State Warriors  | John Wall^              | Washington Wizards     |
| 2016-17 | Russell Westbrook^ (6)       | Oklahoma City Thunder  | Isaiah Thomas^          | Boston Celtics         | DeMar DeRozan^          | Toronto Raptors        |
| 2017-18 | Kevin Durant^ (8)            | Golden State Warriors  | LaMarcus Aldridge (5)   | San Antonio Spurs      | Jimmy Butler^ (2)       | Minnesota Timberwolves |
| 2017-18 | LeBron James^ (14)           | Cleveland Cavaliers    | Janis Andetokunmbo^ (2) | Milwaukee Bucks        | Paul George^ (4)        | Oklahoma City Thunder  |
| 2017-18 | Anthony Davis^ (3)           | New Orleans Pelicans   | Joel Embiid^            | Philadelphia 76ers     | Karl-Anthony Towns^     | Minnesota Timberwolves |
| 2017-18 | James Harden^ (5)            | Houston Rockets        | DeMar DeRozan^ (2)      | Toronto Raptors        | Victor Oladipo^         | Indiana Pacers         |
| 2017-18 | Damian Lillard^ (3)          | Portland Trail Blazers | Russell Westbrook^ (7)  | Oklahoma City Thunder  | Stephen Curry^ (5)      | Golden State Warriors  |
| 2018-19 | Janis Andetokunmbo^ (3)      | Milwaukee Bucks        | Kevin Durant^ (9)       | Golden State Warriors  | Blake Griffin (5)       | Detroit Pistons        |
| 2018-19 | Paul George^ (5)             | Oklahoma City Thunder  | Kawhi Leonard^ (3)      | Toronto Raptors        | LeBron James^ (15)      | Los Angeles Lakers     |
| 2018-19 | Nikola Jokić^                | Denver Nuggets         | Joel Embiid^ (2)        | Philadelphia 76ers     | Rudy Gobert^ (2)        | Utah Jazz              |
| 2018-19 | James Harden^ (6)            | Houston Rockets        | Damian Lillard^ (4)     | Portland Trail Blazers | Russell Westbrook^ (8)  | Oklahoma City Thunder  |
| 2018-19 | Stephen Curry^ (6)           | Golden State Warriors  | Kyrie Irving^ (2)       | Boston Celtics         | Kemba Walker^           | Charlotte Hornets      |
| 2019-20 | LeBron James^ (16)           | Los Angeles Lakers     | Kawhi Leonard^ (4)      | Los Angeles Clippers   | Jimmy Butler^ (3)       | Miami Heat             |
| 2019-20 | Janis Andetokunmbo^ (4)      | Milwaukee Bucks        | Pascal Siakam^          | Toronto Raptors        | Jayson Tatum^           | Boston Celtics         |
| 2019-20 | Anthony Davis^ (4)           | Los Angeles Lakers     | Nikola Jokić^ (2)       | Denver Nuggets         | Rudy Gobert^ (3)        | Utah Jazz              |
| 2019-20 | James Harden^ (7)            | Houston Rockets        | Damian Lillard^ (5)     | Portland Trail Blazers | Ben Simmons^            | Philadelphia 76ers     |
| 2019-20 | Luka Dončić^                 | Dallas Mavericks       | Chris Paul^ (9)         | Oklahoma City Thunder  | Russell Westbrook^ (9)  | Houston Rockets        |
| 2020-21 | Janis Andetokunmbo^ (5)      | Milwaukee Bucks        | LeBron James^ (17)      | Los Angeles Lakers     | Jimmy Butler^ (4)       | Miami Heat             |
| 2020-21 | Kawhi Leonard^ (5)           | Los Angeles Clippers   | Julius Randle^          | New York Knicks        | Paul George^ (6)        | Los Angeles Clippers   |
| 2020-21 | Nikola Jokić^ (3)            | Denver Nuggets         | Joel Embiid^ (3)        | Philadelphia 76ers     | Rudy Gobert^ (4)        | Utah Jazz              |
| 2020-21 | Stephen Curry^ (7)           | Golden State Warriors  | Damian Lillard^ (6)     | Portland Trail Blazers | Bradley Beal^           | Washington Wizards     |
| 2020-21 | Luka Dončić^ (2)             | Dallas Mavericks       | Chris Paul^ (10)        | Phoenix Suns           | Kyrie Irving^ (3)       | Brooklyn Nets          |
| 2021-22 | Janis Andetokunmbo^ (6)      | Milwaukee Bucks        | DeMar DeRozan^ (3)      | Chicago Bulls          | LeBron James^ (18)      | Los Angeles Lakers     |
| 2021-22 | Jayson Tatum^ (2)            | Boston Celtics         | Kevin Durant^ (10)      | Brooklyn Nets          | Pascal Siakam^ (2)      | Toronto Raptors        |
| 2021-22 | Nikola Jokić^ (4)            | Denver Nuggets         | Joel Embiid^ (4)        | Philadelphia 76ers     | Karl-Anthony Towns^ (2) | Minnesota Timberwolves |
| 2021-22 | Devin Booker^                | Phoenix Suns           | Stephen Curry^ (8)      | Golden State Warriors  | Chris Paul^ (11)        | Phoenix Suns           |
| 2021-22 | Luka Dončić^ (3)             | Dallas Mavericks       | Ja Morant^              | Memphis Grizzlies      | Trae Young^             | Atlanta Hawks          |
| 2022-23 | Janis Andetokunmbo^ (7)      | Milwaukee Bucks        | Jimmy Butler^ (5)       | Miami Heat             | LeBron James^ (19)      | Los Angeles Lakers     |
| 2022-23 | Jayson Tatum^ (3)            | Boston Celtics         | Jaylen Brown^           | Boston Celtics         | Julius Randle^ (2)      | New York Knicks        |
| 2022-23 | Joel Embiid^ (5)             | Philadelphia 76ers     | Nikola Jokić^ (5)       | Denver Nuggets         | Domantas Sabonis^       | Sacramento Kings       |
| 2022-23 | Luka Dončić^ (4)             | Dallas Mavericks       | Stephen Curry^ (9)      | Golden State Warriors  | De'Aaron Fox^           | Sacramento Kings       |
| 2022-23 | Shai Gilgeous-Alexander^     | Oklahoma City Thunder  | Donovan Mitchell^       | Cleveland Cavaliers    | Damian Lillard^ (7)     | Portland Trail Blazers |
| 2023-24 | Shai Gilgeous-Alexander^ (2) | Oklahoma City Thunder  | Jalen Brunson^          | New York Knicks        | LeBron James^ (20)      | Los Angeles Lakers     |
| 2023-24 | Nikola Jokić^ (6)            | Denver Nuggets         | Anthony Edwards^        | Minnesota Timberwolves | Stephen Curry^ (10)     | Golden State Warriors  |
| 2023-24 | Luka Dončić^ (5)             | Dallas Mavericks       | Kevin Durant^ (11)      | Phoenix Suns           | Domantas Sabonis^ (2)   | Sacramento Kings       |
| 2023-24 | Giannis Antetokounmpo^ (8)   | Milwaukee Bucks        | Kawhi Leonard^ (6)      | Los Angeles Clippers   | Tyrese Haliburton^      | Indiana Pacers         |
| 2023-24 | Jayson Tatum^ (4)            | Boston Celtics         | Anthony Davis^ (5)      | Los Angeles Lakers     | Devin Booker^ (2)       | Phoenix Suns           |

1. ↑  Ron Artest zmienił imię i nazwisko na Metta World Peace 16 września 2011[2].
2. 1 2 3  Od początku wstąpienia do NBA imię Amar’e Stoudemire’a było nieprawidłowo wymawiane jako „Amaré” lub „Amare”, aż w październiku 2008 zostało ono zmienione na „Amar'e”[3][4].